# Seren Bundy-Davies
Seren Bundy-Davies (Manchester, 30 dicembre 1994) è una velocista britannica.

## Palmarès
| Anno | Manifestazione   | Sede           | Evento      | Risultato | Prestazione | Note                                   |
| ---- | ---------------- | -------------- | ----------- | --------- | ----------- | -------------------------------------- |
| 2015 | Europei indoor   | Praga          | 400 m piani | Bronzo    | 52"64       |                                        |
| 2015 | Europei indoor   | Praga          | 4×400 m     | Argento   | 3'31"79     |                                        |
| 2015 | World Relays     | Nassau         | 4×400 m     | Bronzo    | 3'26"38     |                                        |
| 2015 | Europei under 23 | Tallinn        | 400 m piani | 4ª        | 52"26       |                                        |
| 2015 | Europei under 23 | Tallinn        | 4×400 m     | Oro       | 3'30"07     | Miglior prestazione nazionale under 23 |
| 2015 | Mondiali         | Pechino        | 4×400 m     | Bronzo    | 3'23"62     |                                        |
| 2016 | Europei          | Amsterdam      | 4×400 m     | Oro       | 3'25"05     |                                        |
| 2016 | Giochi olimpici  | Rio de Janeiro | 400 m piani | Batteria  | 53"63       |                                        |